# فرمالیسم ADM

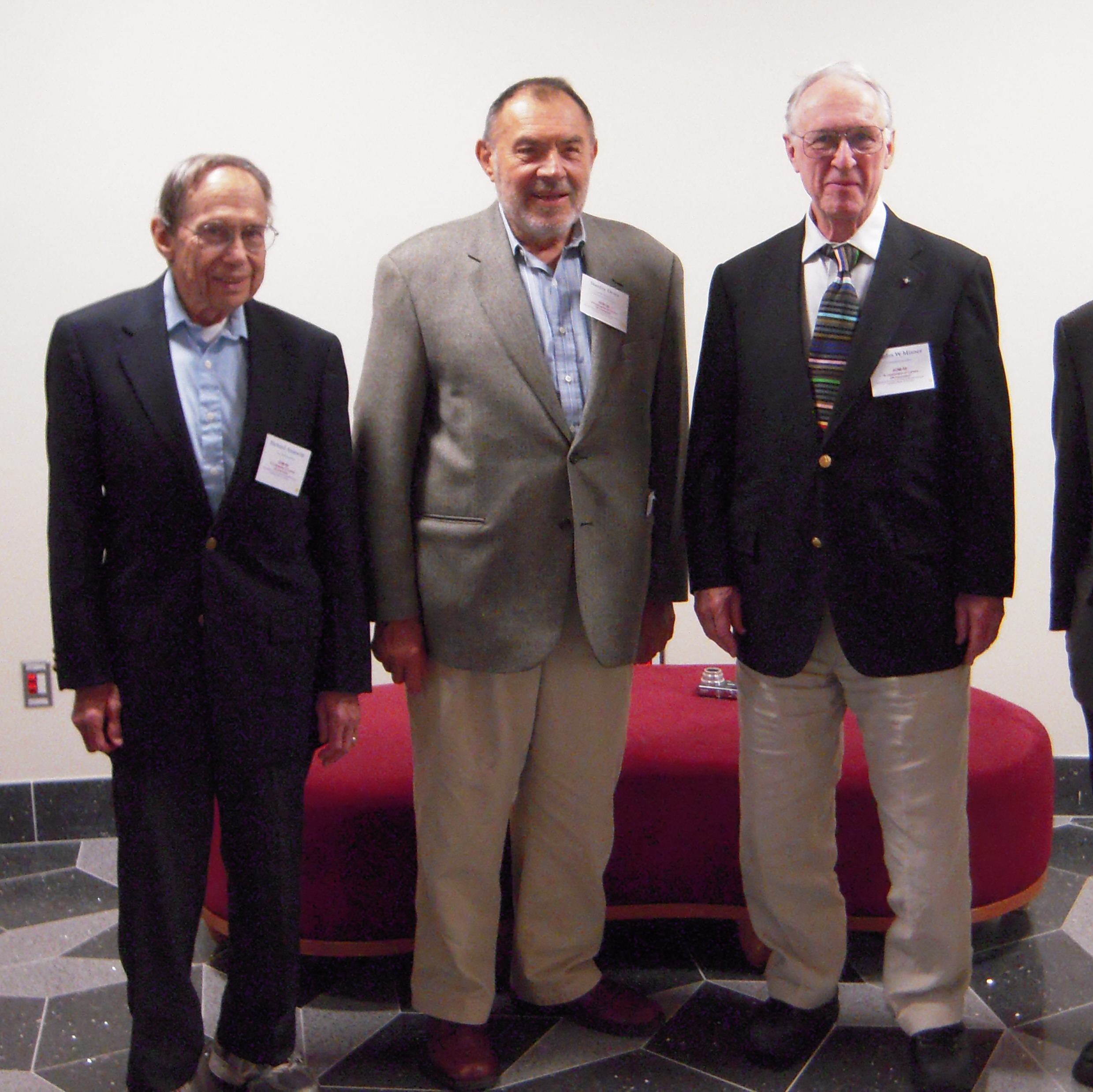
ریچارد آرنوویت، استنلی دسر و چارلز میسنر در کنفرانس ای دی ام-۵۰: جشن نوآوری کنونی نسبیت عام ، به افتخار پنجاهمین سالگرد مقاله‌شان، نوامبر ۲۰۰۹.

فرمالیسم ADM (به انگلیسی: ADM formalism) که در سال ۱۹۵۹ توسط ریچارد آرنوویت، استنلی دسر و چارلز میسنر به وجود آمد، یک جور فرمولبندی همیلتونی نسبیت عام است. این فرمولبندی نقش مهمی در گرانش کوانتومی و نسبیت عددی بازی می‌کند.
مرور کاملی بر این فرمالیسم توسط همان نویسندگان در کتاب گرانش: مقدمه ای بر پژوهش کنونی لوئیس ویتن (ویرایشگر), انتشارات وایلی نیویورک (۱۹۶۲)؛ فصل ۷, ص ۲۲۷–۲۶۵ آمده است. جدیداً این مطلب در نسبیت عام و گرانش  مجدداً مورد چاپ قرارگرفته است. مقالات اصلی را می توان در بایگانی مجلّه مرور فیزیک پیدا کرد. 